# Galesano
Galesano è una contrada del comune di Torre Santa Susanna in provincia di Brindisi.

## Geografia fisica
In un avvallamento naturale, posto a 1 km a Nord-Ovest della Chiesa di Crepacore e della Masseria Le Torri, si trova la palude da cui ha origine il Canale di Galesano o Langegna. Questo si snoda in tre ampie curvature e talvolta si trasforma in un vero e proprio corso d'acqua; in passato doveva costituire un'importante fonte di approvvigionamento d'acqua per le popolazioni della Foresta Oritana. La chiesetta di Crepacore forse prese il nome proprio dalla presenza di questo canale/avvallamento (creparone) mentre, tra i siti archeologici documentati nelle immediate vicinanze, si menziona il casale medievale di Galesano sorto nei pressi di un'antica villa romana presente qui come in altre contrade vicine. Il casale sarebbe sorto attorno ad una dimora di Monaci Basiliani che in un secondo momento edificarono la chiesa di S. Maria di Galaso (di rito greco ortodosso) dedicata successivamente San Pietro. Nei pressi della contrada passa il Limitone dei Greci, si ritiene quindi che gli edifici precedenti la chiesa di Crepacore altro non fossero che strutture di un castrum difensivo. La distruzione del casale di Galesano risale al 1400 durante le lotte contro la principessa di Taranto.

## Origini del nome
Il nome di Galesano potrebbe risalire al primo possessore di quello che un tempo era un feudo, un certo Gallecianum o Gallecius, ovvero Calidius. Il nome potrebbe anche indicare l'appartenenza all'Abbazia di S.Maria del Galaso nel tarantino.

## Menzione in testi storici
Secondo il medico e letterario italiano Girolamo Marciano (1571 - 1628), Annibale (Cartagine, 247 a.C. – Lybissa, 183 a.C.) avrebbe posto uno dei suoi accampamenti presso il casale di Crepacore e quindi nella contrada di Galesano allorché ebbe a combattere gli Oritani per far sua la città di Oria e che in prossimità di quelle zone ci sarebbe stata una cruenta battaglia tant'è che ancora oggi esiste una zona chiamata "La Sconfitta". L'importante presenza d'acqua nel territorio di Galesano rafforza quanto ci narra il letterato mentre la presenza di Annibale nel territorio di Galesano e Crepacore è testimoniata anche da Francesco Petrarca nei Trionfi al canto III v.v.25-28.
Rosario Jurlaro nei Quaderni di Cultura al volume dedicato a I Musachi Despoti d'Epiro (1970) con l'introduzione di Giuseppe Schirò, accenna ai feudi di Galesano e Crepacuore come appartenenti a Teodoro Musachi, figlio di Ginno Muzaka e Andronica Sati, che ne fece acquisto nel 1516. La famiglia Muzaka, italianizzato Musachi, è di origine epirota e citata per la prima volta da Anna Comnena nell'Alessiade come fedele generale dell'Imperatore Alessio I nel 1090. Nel 1961 la Corte di Cassazione della Repubblica Italiana confermò nel cognome a Don Enrico Nicola Musajo Somma il titolo di Barone di Galesano, concessione fatta dal Re delle Due Sicilie Francesco II di Borbone all'Avv. Francesco Paolo Musajo Somma (Locorotondo 1833 - Bari 1919).
Nel 1731 Pietro Vinaccia, agrimensore della Corona Napoletana, relaziona il Re su L'apprezzo del Feudo di Mesagne:
Decime che si esigono dalle masserie situate nel feudo disabitato di Galesano, che si possiedono da' particolari cittadini di detta Terra. Parimenti esigge la detta Camera Baronale la X.ma di grano, orzo, fave, ed avena, che si fanno ne' territorj de' particolari cittadini siti nel feudo di Galesano, di qual decima fattane la coacervazione di più anni ed osservate le deposizioni de' testimonj si stabilisce in ogni anno, cioè - Grano tomola 150, che a ragione ut sopra importano, docati 120 - Orzo tomola 50, che a ragione di grana 40 il tomolo ut sopra importano, docati 20 - Avena tomola 50 che a grana 25 il tomolo come sopra importano, docati 12.50 - Fave tomola 30 che a grana 40 il tomolo importano, docati 12 - Che in uno importano le sudette decime descritte e valutate, come sopra docati centosessantaquattro e grana 50, docati 164.50»
Luigi Scodati (1896-1973), cultore di storia locale, scrisse le Note Storiche sulle Contrade Rurali di Mesagne e Dintorni citando a pagina 20 il Casale di Calisanu (Galesano), così descrivendolo: 